# امانوئل چولت
امانوئل شوله (فرانسوی: Emmanuelle Chaulet‎) بازیگر اهل فرانسه است.
از فیلم‌هایی که وی در آنها نقش داشته‌است می‌توان به شکلات و دوست دوست من اشاره کرد.